# 霍普角
54°17′S 36°29′W / 54.283°S 36.483°W
霍普角（英語：Hope Point）是南極洲的海岬，位於南喬治亞群島，處於昆伯蘭東灣西部，海拔高度70米，由奧托·努登舍爾德率領的瑞典探險隊繪入地圖，由英國海外領土管轄。